# Suevoleviathan
Suevoleviathan is een geslacht van uitgestorven basale ichthyosauriërs, gevonden in het Vroeg-Jura (Toarcien) van Holzmaden, Duitsland.

## Naamgeving
Het geslacht werd in 1998 benoemd door Michael Maisch voor Leptopterygius disinteger en Ichthyosaurus integer, beide gevonden in de Posidoniaschalie van Holzmaden. De geslachtsnaam betekent 'Zwabische Leviathan', van uit het Latijn Suevia. De typesoort is Leptopterygius disinteger Huene 1926 met als holotype SMNS 15390. Ichthyosaurus integer Bronn 1844 werd ook toegewezen door Maisch aan het geslacht om de nieuwe combinatie Suevoleviathan integer te creëren met als holotype MCZ 1042.
Op basis van de verplaatsing van het holotype van Suevoleviathan integer en een bijgewerkte beschrijving van het specimen, concludeerde Maxwell (2018) dat de twee Suevoleviathan-soorten groeistadia zijn van dezelfde soort, wat betekent dat Suevoleviathan integer prioriteit heeft en de combinatio nova wordt voor de Suevoleviathan-soorten.

## Beschrijving
Suevoleviathan was een grote ichthyosauriër van ongeveer vier meter lang.

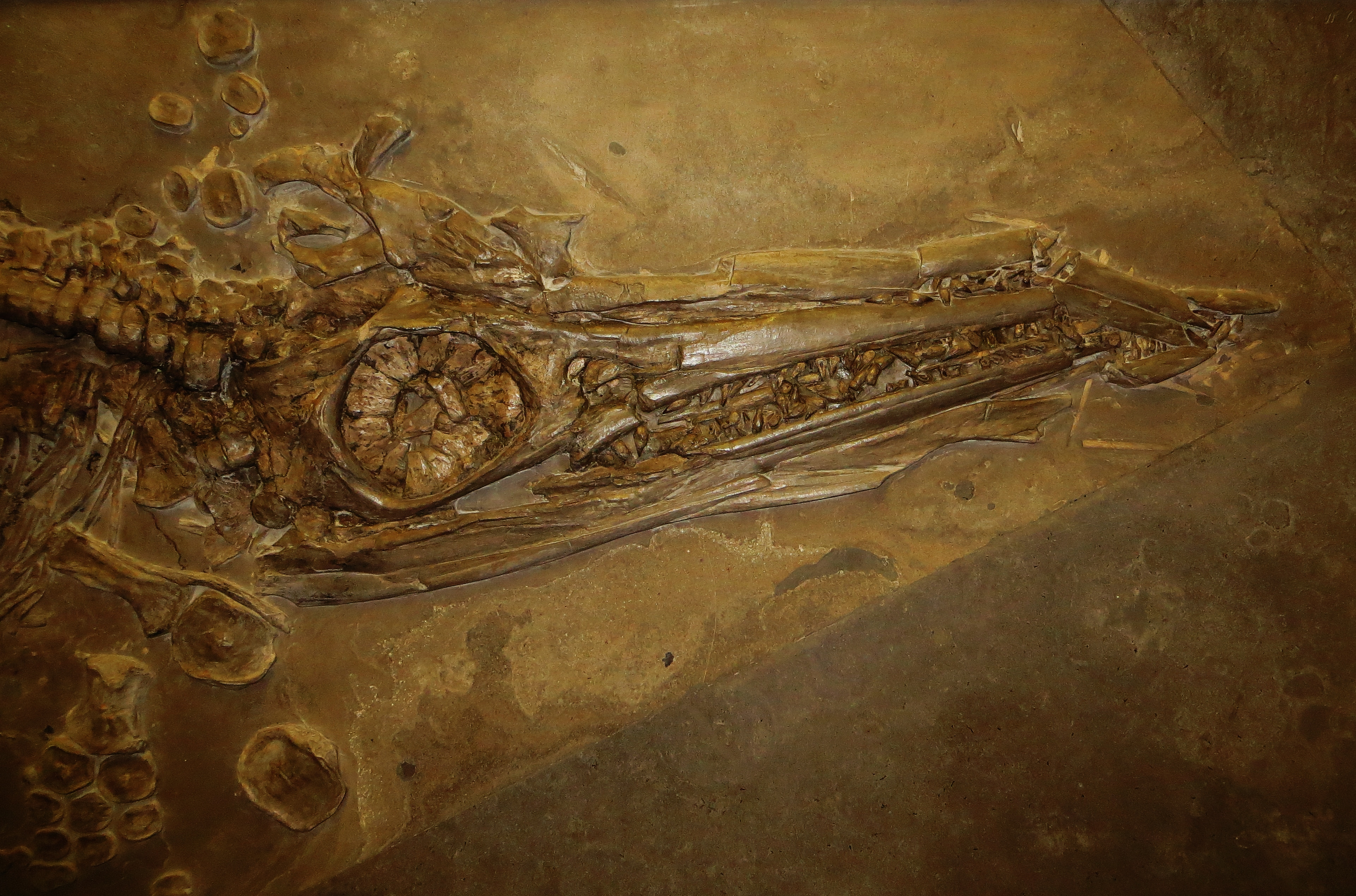
De schedel van S. integer

Maisch gaf de volgende diagnose. De schedel is laag, oogkas middelgroot, dorsaal profiel van de schedel slechts zwak holvormig; premaxilla en dentarium met goed ontwikkelde groeven die zich respectievelijk uitstrekken van de fossa praemaxillaris en fossa dentalis; bovenkaaksbeen kort van voren, reikt niet ver voorbij het neusgat, neemt deel aan de vorming van het neusgat en de onderrand van de oogkas, scheiding tussen traan- en jukbeen; jukbeen robuust en kort, niet verder reikend dan de voorrand van de oogkas; squamosum groot, vormt het grootste deel van de achterste rand van het wanggebied en reikt tot aan de ventrale rand van de wang, processus quadratus van het quadratojugale, dus blijkbaar gescheiden van het hoofdlichaam van het bot; prefrontale en postfrontale bijna gelijk in grootte; neusgat groot, driehoekig van vorm; achterste maxillaire gebit gereduceerd; tanden robuust en gekarteld op typische wijze, zonder snijranden; vierenveertig presacrale wervels, achtentachtig preflexurale wervels (dus voor de bocht in de staart); postflexurale staartsegment erg lang en flexibel; wervelbogen van het achterste borstkas zeer laag met verbrede doornuitsteeksels; ribarticulaties de borstkas achteraan eenkoppig; voorvin met drie primaire vingers, vierde vinger postaxiaal, één accessoire vinger; derde vinger onderverdeeld in drie secundaire stralen; geen inkepingen in de voorrand van de voorvin; vingers van de voorvin die distaal uitwaaieren; de meeste autopodiale elementen zijn afgerond en ver uit elkaar geplaatst; bekken driedelig; darmbeen met stekelvormig voorblad; schaambeen slank en gebogen; zitbeen breed en bijna rechthoekig; achtervin drietenig, de meeste elementen van de eerste teen ingekorven.

## Fylogenie
Suevoleviathan werd binnen de Parvipelvia in een eigen Suevoleviathanidae geplaatst.

## Levenswijze
Suevoleviathan was uniek onder ichthyosauriërs doordat het relatief grote voorvinnen behield. Andere ichthyosauriërs vertonen een trend van afnemende voorvin-afmetingen, wat de functieverschuiving weerspiegelt van paraxiale voortstuwing tijdens het zwemmen met lage snelheid naar sturen bij respectievelijk basale ichthyopterygia en de meer afgeleide ichthyosauriërs. De grote voorvin van Suevoleviathan suggereert dat het zijn plesiomorfe functie behield bij voortstuwing met lage snelheid, hoewel axiale golvingen van de staart waarschijnlijk nog steeds het overheersende bewegingsmechanisme waren bij hoge snelheden.